# Artigisa terminalis
Artigisa terminalis là một loài bướm đêm trong họ Erebidae.